# Pałac w Sieroszowicach
Pałac w Sieroszowicach – zabytkowy pałac wybudowany w Sieroszowicach – wsi w Polsce, w województwie dolnośląskim, w powiecie polkowickim, w gminie Radwanice.

## Opis
Piętrowy pałac wybudowany w XVIII w. na planie podkowy, kryty dachem czterospadowym. Od frontu portyk z czterema kolumnami jońskimi podtrzymującymi fronton. Obiekt jest częścią zespołu pałacowego, w skład którego wchodzi jeszcze park.
3 lutego 2020 miał miejsce poważny pożar na terenie pałacu. Została spalona połowa nowego dachu oraz stropy i ściany pomieszczeń na pierwszym piętrze.